# Okręg Toul
Okręg Toul (fr. Arrondissement de Toul) – okręg w północno-wschodniej Francji. Populacja wynosi 64 800.

## Podział administracyjny
W skład okręgu wchodzą następujące kantony:
- Colombey-les-Belles,
- Domèvre-en-Haye,
- Thiaucourt-Regniéville,
- Toul-Nord,
- Toul-Sud.